# UFC 116
UFC 116: Lesnar vs Carwin é um evento MMA realizado pelo Ultimate Fighting Championship em 03 de julho de 2010 no MGM Grand Garden Arena em Las Vegas, Nevada.

## Resultados
Nota 1 Pelo Cinturão Peso Pesado do UFC.

## Bônus da Noite
Lutadores receberam um bônus de $75,000.
- Luta da Noite:  Stephan Bonnar vs.  Krzysztof Soszynski e  Chris Leben vs.  Yoshihiro Akiyama
- Nocaute da Noite:  Gerald Harris
- Finalização da Noite:  Brock Lesnar

## Ligações Externas
Página oficial
1. ↑  Nota 1